# 张华 (十六国)
张华（？—？），清河郡东武城县（今河北省衡水市故城县）人，西晋长秋卿张弘后裔，十六国时后燕、南燕官员。

## 生平
张华在后燕担任黄门侍郎，398年，北魏拓跋珪攻打后燕，皇帝慕容宝逃跑。慕容钟、慕舆护和张华劝皇叔慕容德主持大局，张华说：“今天下大乱，非雄才无以宁济群生。嗣帝暗懦，不能绍隆先统。陛下若蹈匹夫之节，舍天授之业，威权一去，身首不保，况社稷其得血食乎！”慕容德于是即燕王位。399年，慕容德建立根据地，张华说：“彭城是西楚霸王的旧都，可以攻下占据它。”但北地王慕容钟等人都劝慕容德进攻滑台。
401年，慕容德因母亲公孙氏、兄长慕容纳先前留在长安、张掖，派遣平原人杜弘前去探望，并不知道二人都已经去世了。杜弘认为西行性命难保，为父亲求官。中书令张华说：“杜弘还没有走，便事先请求俸禄，这样要挟君王，罪过太大了。”慕容德任命杜弘的父亲杜雄为平原县令。杜弘到达张掖之后，就被强盗杀害了。405年，慕容超即位后，母亲和妻子还在后秦。407年，慕容超派御史中丞封恺出使后秦，请求接来。姚兴让慕容超作为附属国，时任尚书的张华说：“侵掠邻国，兵连祸结，此既能往，彼亦能来，非国家之福也。陛下慈亲在人掌握，岂可靳惜虚名，不为之降屈乎！中书令韩范尝与秦王俱为苻氏太子舍人，若使之往，必是如志。”后秦于是派来使者沟通，张华说：“陛下在这之前既然已经送去了奏表，承认藩属，那么，现在就应该面向北方接受诏书。”慕容超听从了。迁张华尚书左仆射。慕容超派遣尚书左仆射张华、给事中宗正元作为使节，向后秦进献皇家歌舞伎一百二十人。张华应答得当，不辱国格，姚兴于是归还慕容超的母亲、妻子。409年七月，东晋攻打南燕，张华、封恺都先后被刘裕俘虏。其子张忠、張讜。